# LaMarcus Aldridge
LaMarcus Nurae Aldridge (født 19. juli 1985 i Dallas, Texas, USA) er en amerikansk basketballspiller, som spiller i NBA-klubben Brooklyn Nets. Aldridge startede sin karriere hos Portland Trail Blazers i sommeren 2006. I 2015 blev han signet som free-agent af San Antonio.